# Kurt Moll
Kurt Moll (Buir; 11 de abril de 1938-Colonia, 5 de marzo de 2017) fue un cantante de ópera alemán con voz de bajo. Considerado uno de los mejores bajos de la segunda mitad del siglo XX, disfrutó de una carrera internacional y fue ampliamente grabado. Su papel más representativo fue el del Barón Ochs von Lerchenau de la ópera Der Rosenkavalier, del compositor alemán Richard Strauss.
Su voz fue notable por su rango, un verdadero bajo profondo, cuyo registro incluía notas muy bajas con vibrato relajado; también por su inusual combinación de capacidad de volumen extrema y un timbre ronco, similar al de un contrafagot. Tenía una poderosa voz y una resistencia adecuada para las partes más exigentes. Sus interpretaciones tendían a ser moderadas e inteligentes, incluso en papeles cómicos como el de Osmin en Die Entführung aus dem Serail de Mozart y  el del Baron Ochs en Der Rosenkavalier de Strauss.

## Primeros años
Moll nació en Buir, cerca de Colonia, Alemania. De niño, tocaba el violonchelo y esperaba convertirse en un gran solista de este instrumento (aunque también tenía ambiciones de ser un empresario o industrial). También cantaba en el coro de la escuela, y el director le animó a que se concentrara en cantar. Estudió canto en el Hochschule für Musik und Tanz Köln con Emmy Müller.

## Carrera
Fue admitido en la ópera de Colonia a los 20 años, y allí permaneció hasta 1961. Luego cantó durante tres años en la Ópera de Mainz y cinco años en la Ópera de Wuppertal. En 1969, aceptó un compromiso con la Ópera Estatal de Hamburgo y luego actuó en los principales teatros de ópera de Europa.
Hizo su debut en el Festival de Bayreuth en 1968 con el papel del sereno en Die Meistersinger von Nürnberg, y cantó allí durante varios años como Fafner en Der Ring des Nibelungen, Marke en Tristan und Isolde y Pogner en Die Meistersinger von Nürnberg. 
Hizo su debut estadounidense con la Ópera de San Francisco como Gurnemanz en la ópera de Richard Wagner Parsifal en 1974. Su debut en el Met tuvo lugar cuatro años más tarde, cuando cantó Landgraf en Tannhäuser, Rocco en Fidelio y Sparafucile en Rigoletto. A partir de entonces, recorrió el mundo con sus interpretaciones. Se retiró de los escenarios, por razones de salud, en 2006. Su última interpretación fue en el papel del sereno en Die Meistersinger von Nürnberg en los Festivales de ópera de Múnich.
Hizo muchas grabaciones de ópera, música sacra y lieder. Se puede escuchar a Moll como el Barón Ochs en siete grabaciones completas de Der Rosenkavalier, como Sarastro en seis grabaciones de Die Zauberflöte de Mozart, como Marke en seis sets de Tristan und Isolde de Wagner, y como el Arcángel Rafael en tres grabaciones de Die Schöpfung de Haydn. Su grabación para el sello Orfeo de la filosófica de Schubert «Lieder für Bass» estableció un nuevo estándar para estas canciones; también grabó el ciclo de lieders de Schubert, Winterreise, y un álbum de baladas dramáticas/heroicas de Carl Loewe. Además de alemán, italiano y latín, grabó algunos papeles en ruso, entre ellos Pimen en Boris Godunov y el Viejo Convicto en Ledi Mákbet Mtsénskogo Uyezda, de Shostakovich. Se le puede ver en muchos papeles en videos comerciales, como Sarastro (dos veces), Osmin, el Comendador, Bartolo, Hunding en Die Walküre (tres veces), Fafner en Das Rheingold y Siegfried, en Gurnemanz en Parsifal y Ochs (tres veces).

## Premios y honores
Ganó tres premios Grammy (1981, 1985 y 1989) por varios CD de ópera, y un Premio Primetime Emmy por Mejor Logro Individual en Programación de Música Clásica o Baile por su interpretación de Hunding en la serie de televisión PBS en vivo desde el Metropolitan Opera (también conocido como The Metropolitan Opera Presents), en 1991. En Alemania ostentó el prestigioso título Kammersänger.

## Retiro

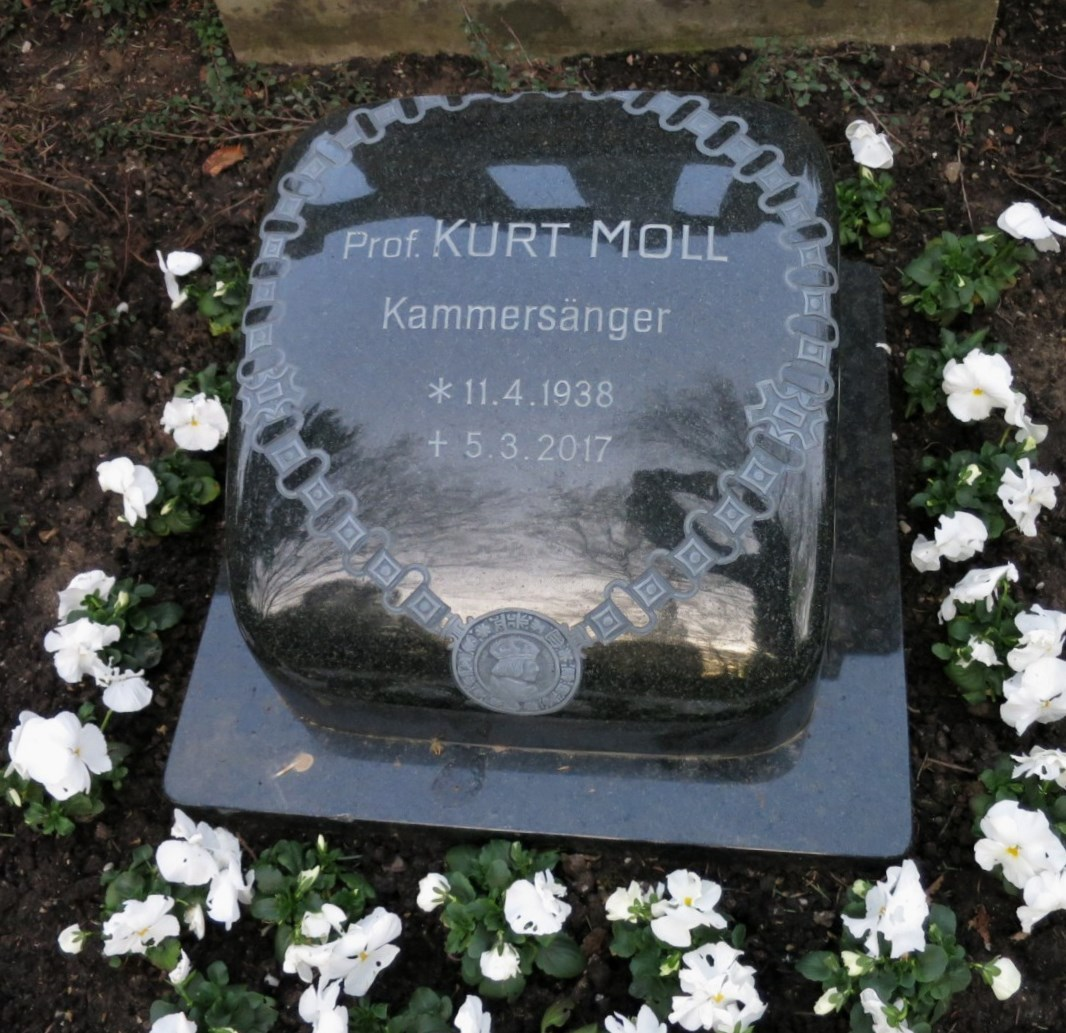
Lápida de Kurt Moll

Moll se retiró del escenario en 2006, después de interpretar al sereno en Die Meistersinger von Nürnberg en la Ópera Estatal de Baviera. Dio una clase magistral en enero de 2011 en el Carnegie Hall.
Moll vivió en Colonia con su familia hasta su muerte el 5 de marzo de 2017.

## Filmografía
Kurt Moll - Ein Mann, ein Bass. portrait, Alemania 2000, 60 min, dirigida por Eckhart Schmidt, producida por Raphaela Film GmbH y Preview Release GmbH en coproducción con Bayerischer Rundfunk.